# 省 (肯尼亚)
2010年以前，肯尼亚分为8个省。此后，省废除，县成为肯尼亚的一级行政区划。

## 省份列表

2010年以前，肯尼亚的8個省

1. 中部省
2. 海岸省
3. 东部省
4. 东北省
5. 尼扬扎省
6. 裂谷省
7. 西部省